# Estación de Thenissey
La estación de Thenissey es una estación ferroviaria francesa de la línea París - Marsella, situada en la comuna de Thenissey, en el departamento de Côte-d'Or, en la región de Borgoña. Por ella transitan únicamente trenes regionales.

## Situación ferroviaria
La estación se encuentra en un tramo desdoblado, de gran capacidad, de la línea férrea París-Marsella (PK 271,171).

## Descripción
Al encontrarse en un tramo desdoblado a la estación llegan cuatro vías aunque sólo posee un andén central, al que se accede usando un paso subterráneo de tal forma que dos vías quedan sin acceso a andén.
Configurada como un apeadero no dispone de atención comercial, ni de edificio para viajeros.

## Servicios ferroviarios

### Regionales
Los TER Borgoña enlazan las siguientes ciudades:
- Línea Les Laumes-Alésia - Dijon.
- Línea Auxerre  - Dijon.